# NGC 6353
NGC 6353 est un groupe de cinq étoiles située dans la constellation d'Hercule. L'astronome britannique J. Gerhard Lohse a enregistré la position de groupe en 1886.